# Saint-Mayme-de-Péreyrol
Saint-Mayme-de-Péreyrol (até 2020: Saint-Maime-de-Péreyrol) é uma comuna francesa na região administrativa da Nova Aquitânia, no departamento Dordonha. Estende-se por uma área de 10,8 km².